# Computer Games Magazine
Computer Games Magazine, kurz CGM, bis Oktober 1990 Games International, danach auch Strategy Plus und Computer Games Strategy Plus, war eine von 1988 bis 2007 monatlich erscheinende englischsprachige Print-Zeitschrift zum Thema Computerspiele, mit Schwerpunkt auf Spielen für MS-DOS bzw. Personal Computer.
CGM veröffentlichte Kritiken zu PC-Spielen, Nachrichten aus der Spieleentwicklerszene, Interviews mit bekannten Game Designern sowie Gastbeiträge von Spieleentwicklern und Berichte über Tagungen und Messen zum Thema. Mit einer Laufzeit von 19 Jahren gehört CGM nach Computer Gaming World (1981–2006) und PC Gamer (seit 1993) zu den am längsten herausgegebenen PC-Spiel-Zeitschriften.
Mit Massive Magazine, später umbenannt in MMO Magazine, erschien von September 2006 an eine Schwesterzeitschrift der CGM mit Fokus auf MMORPG wie World of Warcraft. 2007 wurden beide Zeitschriften eingestellt, nachdem Verleger TheGlobe.com wegen der Verbreitung von Spam auf der Webplattform MySpace verklagt wurde und in der Folge insolvent ging.